# 2021 Пуанкаре
2021 Пуанкаре (2021 Poincaré) — астероїд головного поясу, відкритий 26 червня 1936 року.
Тіссеранів параметр щодо Юпітера — 3,547.
Названо на честь Ж. А. Пуанкаре (фр. Jules Henri Poincaré; 1854—1912) — французького математика, фізика, філософа і теоретика науки.